# Christopher Kerber
Christopher Kerber –conocido como Chris Kerber– (23 de julio de 1968) es un deportista estadounidense que compitió en remo. Ganó dos medallas de oro en el Campeonato Mundial de Remo, en los años 1993 y 1999.

## Palmarés internacional
| Campeonato Mundial | Campeonato Mundial       | Campeonato Mundial | Campeonato Mundial        |
| Año                | Lugar                    | Medalla            | Prueba                    |
| ------------------ | ------------------------ | ------------------ | ------------------------- |
| 1993               | Račice (República Checa) | Medalla de oro     | Cuatro sin timonel ligero |
| 1999               | St. Catharines (Canadá)  | Medalla de oro     | Ocho con timonel ligero   |